# Villarmayor (Grandas de Salime)
Villarmayor (oficialmente en eonaviego: Vilarmayor) es una aldea española de la parroquia de Grandas de Salime, perteneciente al concejo homónimo, en la comunidad autónoma de Asturias.

## Historia
Hacia mediados del siglo XIX, el lugar, ya por entonces perteneciente a la parroquia de Grandas de Salime del municipio homónimo, tenía contabilizada una población de 115 habitantes. Aparece descrito en el decimosexto y último volumen del Diccionario geográfico-estadístico-histórico de España y sus posesiones de Ultramar de Pascual Madoz con las siguientes palabras:

VILLARMAYOR: l. en la prov. de Oviedo, ayunt. y felig. de San Salvador de Grandas de Salime (V.). pobl.: 23 vec., 115 almas.
(Madoz, 1850, p. 270)

En 2023, la entidad singular de población de Villarmayor tenía empadronados 3 habitantes, todos ellos en diseminado.